# Lotten Rosenblad
Agnes Charlotta (Lotten) Henrietta Rosenblad, född Weidenhielm 8 mars 1860 i Solna församling, Stockholms län, död 12 juli 1919 i Svea livgardes församling, Stockholms stad, var en svensk statsfru.

## Biografi
Lotten Rosenblad föddes 1860 i Solna. Hon var dotter till militären och politikern Oscar Weidenhielm och Charlotte Ahlberg. Lotten Rosenblad blev 22 december 1908 statsfru hos drottning Victoria. Hon avled 1919 i Stockholm.

### Familj
Lotten Weidenhielm gifte sig 26 november 1883 med generalmajoren och överkammarherren Carl Rosenblad (1848–1931). De fick tillsammans sonen militären Nils Rosenblad (1888–1981). De är alla gravsatta på Solna kyrkogård.